# 1367 Нонгома
1367 Нонгома је астероид главног астероидног појаса са средњом удаљеношћу од Сунца која износи 2,343 астрономских јединица (АЈ).
Апсолутна магнитуда астероида је 13,0 а геометријски албедо 0,153.